# Jakob Rosenberg (Esperantist)
Jakob Rosenberg (* 28. Januarjul. / 9. Februar 1881greg. in Soosaare, Gouvernement Livland; † 26. Dezember 1937) war ein estnischer Esperantist.

## Leben
Jakob Rosenberg gilt neben Helmi Dresen (1892–1941), Paul Ariste (1905–1990) und dem Deutschbalten Edgar von Wahl (1867–1948) als Wegbereiter der Esperanto-Bewegung in Estland.
Rosenberg schloss sich 1905 der Esperanto-Bewegung an. 1907 war er Mitbegründer einer Esperantisten-Gruppe in der estnischen Hauptstadt Tallinn (deutsch Reval), die bis 1913 unter dem Namen Revela Esperantista Grupo existierte. Eine ähnliche Gesellschaft gründete er in der Universitätsstadt Tartu (deutsch Dorpat), die Dorpata Esperantista Societo.
Ab 1911 erteilte Rosenberg in Tartu Esperanto-Unterricht, später auch in Tallinn.

## Werke
1912 gab er ein Esperanto-Lesebuch mit Grammatik für Esten heraus, das Esperantaj legaĵoj. Facila legolibro kun gramatiko por Estoj. Esperanto lugemised. Kerge lugemiseraamat ja grammatik eestlastele.
Rosenberg veröffentlichte 1912 in Tallinn sein Esperanto-Eesti sõnastik, ein Wörterbuch Esperanto-Estnisch. Es war nach 1895 und 1911 das dritte seiner Art.

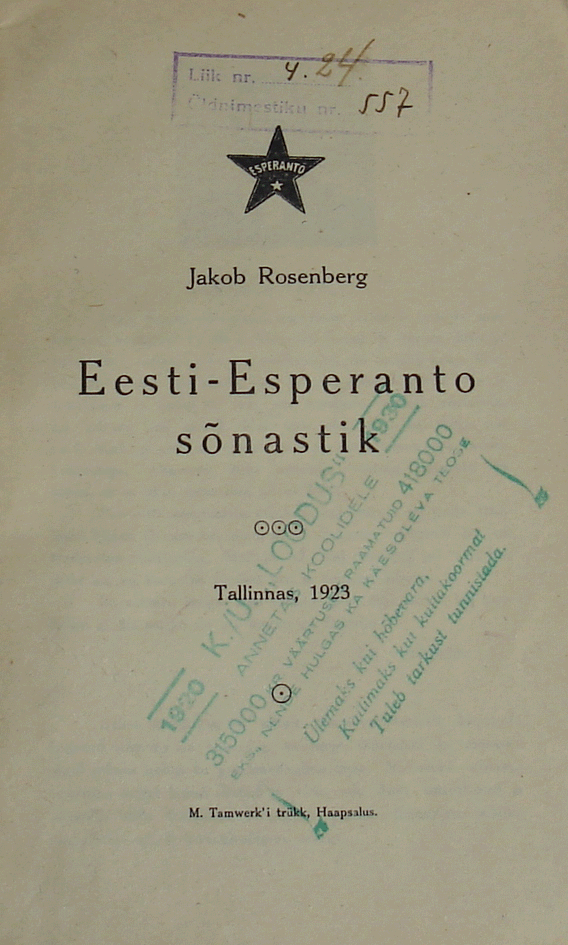
Eesti-Esperanto sõnastik

1923 erschien das Eesti-Esperanto sõnastik, ein Wörterbuch Estnisch-Esperanto mit 7.600 Einträgen. Es war das erste Wörterbuch Estnisch-Esperanto überhaupt.
1931 legte Rosenberg eine vollständige Esperanto-Grammatik mit Lesestücken und Wörterverzeichnis vor. Das Werk erschien in Tallinn unter dem Titel Esperanto lugemik. Täieline grammatika ja sõnastik. Esperanta legajaro.
Weitere Esperanto-Schriften von Jakob Rosenberg waren
- Intima frazludo (Tallinn 1932)
- Societa ludaro por hejmo kaj ekskurso (Tallinn, 1933)
- Multiplika tabelaro (Tallinn, o. J. [1934])

Jakob Rosenberg hat auf dem Friedhof des Tallinner Stadtbezirks Rahumäe seine letzte Ruhestätte gefunden.